# Relações entre Irã e Quirguistão
As relações entre Irã e Quirguistão referem-se as relações exteriores e diplomáticas entre o Irã e o Quirguistão. As relações bilaterais entre o Irã e o Quirguistão são na maior parte uniformes e um tanto frouxas.

## Comércio
Os dois países assinaram acordos de cooperação nos domínios dos transportes, das alfândegas, do comércio e das relações econômicas. Irã e Quirguistão interagem nas esferas da educação, cultura, viagens, alfândegas, finanças, guerra contra o tráfico e crime em geral.
Os dois países comercializam bens agrícolas e de capital. Em 2008, o Irã prometeu ao Quirguistão 200 milhões de euros para alguns projetos econômicos. Empresas iranianas participaram da construção de uma rodovia que liga Bishkek e Osh. O Irã e o Quirguistão esperam elevar o volume de negócios anual para $100 milhões.
Nas negociações realizadas durante uma visita de  Akylbek Zhaparov ao Irã em julho de 2012, o Irã expressou o desejo de investir mais de $1 bilhão em projetos de curto prazo no Quirguistão e mais de $10 bilhões em projetos de longo prazo.